# 茨城県道349号樺穂停車場線
茨城県道349号樺穂停車場線（いばらきけんどう349ごう かばほていしゃじょうせん）は、茨城県真壁郡真壁町（現・桜川市）長岡に所在した筑波鉄道樺穂駅と主要地方道のと間で結ばれていた一般県道である。筑波鉄道筑波線の廃止に伴い、1995年8月24日にこの県道も廃止された。

## 路線概要
- 起点：真壁郡真壁町大字長岡字相の田333-1番地先（旧樺穂駅）[1]
- 終点：真壁郡真壁町大字長岡字里の前434の1番地先（茨城県道41号つくば益子線交点）[1]
- 距離：291.5 m[1]

## 歴史
1959年（昭和34年）10月14日、新たな県道として真壁郡真壁町大字白井の樺穂停車場を起点とし、県道岩瀬真壁線（現つくば益子線）交点を終点とする区間を本路線とする県道樺穂停車場線として茨城県が県道路線認定した。
1987年（昭和62年）に筑波鉄道樺穂駅廃止となったが、本県道路線はその後も存続し、1995年（平成7年）に整理番号349となる。樺穂駅廃止8年後の1995年（平成7年）8月24日に路線廃止となった。

### 年表
- 1922年（大正11年）3月20日：樺穂駅が開業する。
- 1959年（昭和34年）10月14日
  - 樺穂停車場線（図面対照番号293）が路線認定される[2]。
  - 道路の区域は、真壁郡真壁町大字白井の樺穂停車場から同郡同町大字白井の県道岩瀬真壁線交点までと決定された[3]。
- 1980年（昭和55年）9月8日：県道筑波益子線の道路改良工事に伴い、終点付近の真壁郡真壁町大字長岡地内（60.5m）を編入[1]。
- 1987年（昭和62年）4月1日：筑波鉄道筑波線廃線により樺穂駅が廃止される。
- 1995年（平成7年）3月30日：整理番号345から整理番号349に変更される[4]。
- 1995年（平成7年）8月24日：樺穂停車場線が路線廃止となる[5]。

## 地理

### 接続する道路
- 茨城県道41号つくば益子線（桜川市真壁町長岡）

### 沿線
- 筑波鉄道筑波線樺穂駅（廃止）
- 桜川市立樺穂小学校（桜川市長岡）